# XML Topic Maps
 (juin 2020).
XML Topic Maps (XTM) est une spécification de cartes topiques en XML publiée par le consortium indépendant TopicMaps.Org.